# Oggelshausen
Oggelshausen là một xã ở huyện Biberach ở bang Baden-Württemberg thuộc nước Đức. Đô thị này có diện tích 13,11 km², dân số thời điểm 31 tháng 12 năm 2020 là 958 người.